# Halasagere, Mandya
Halasagere là một làng thuộc tehsil Mandya, huyện Mandya, bang Karnataka, Ấn Độ.